# Byrrhus lisellae
Byrrhus lisellae is een keversoort uit de familie pilkevers (Byrrhidae). De wetenschappelijke naam van de soort is voor het eerst geldig gepubliceerd in 1953 door Fiori.